# Coleção Stefan Zweig

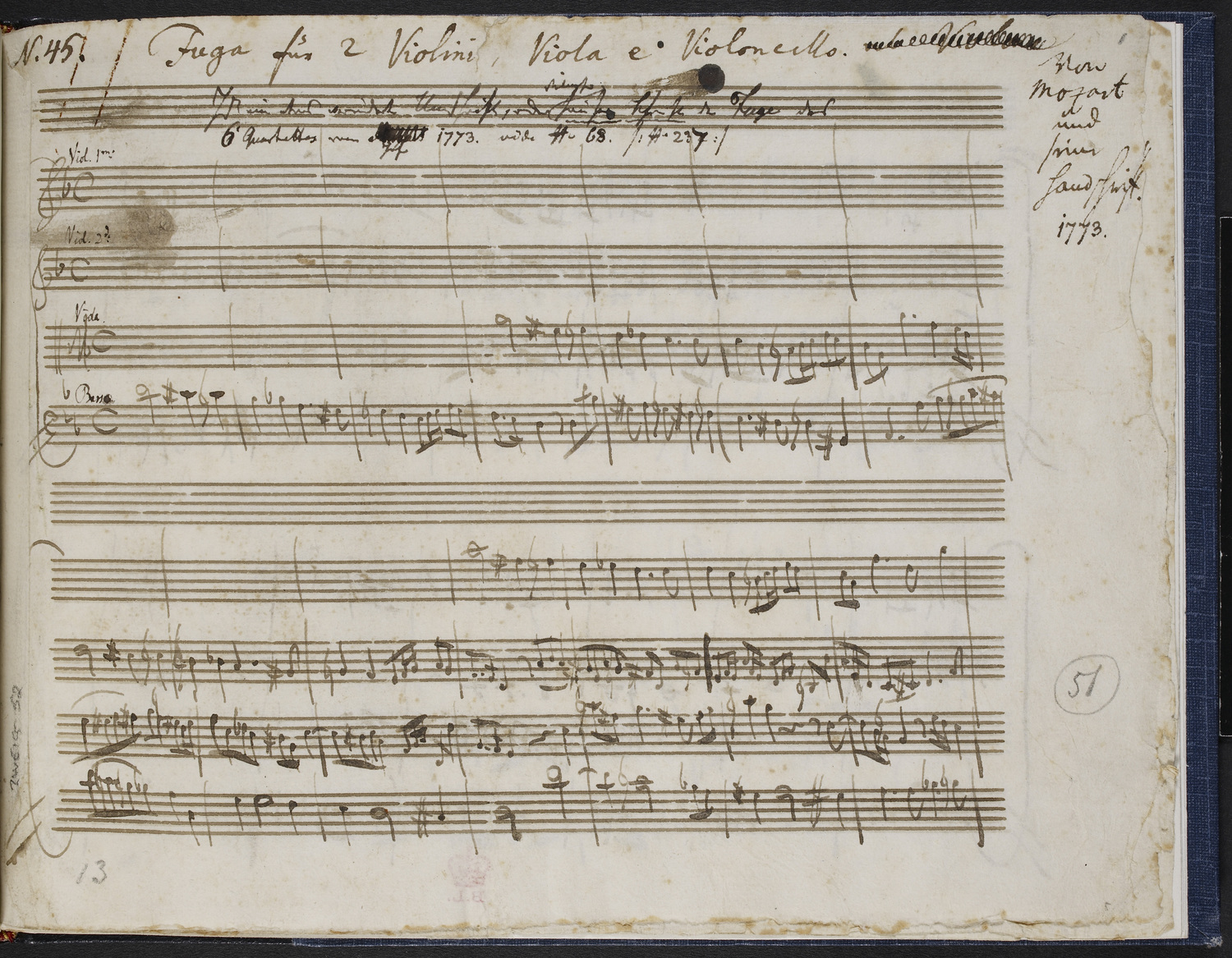
Zweig MS 52, f. 1r; Mozart: Fuga do Quarteto em ré menor (K 173)

A Coleção Stefan Zweig (em inglês:  Stefan Zweig Collection) é uma importante coleção de manuscritos autografados formada pelo escritor austríaco Stefan Zweig. Depois da sua morte em 1942, os seus herdeiros continuaram a desenvolver a coleção, oferecendo-a à Biblioteca Britânica em 1986. A coleção inclui um grande número de manuscritos literários e musicais, a maior parte deles escritos pelos próprios autores.
A coleção contém 206 itens numerados: MS 1-131 são manuscritos musicais, MS 132-200 e MS 206 são literários ou históricos, e MS 201-205 são impressos (livros ou música). A maior parte dos manuscritos musicais foi digitalizada.

## Manuscritos musicais

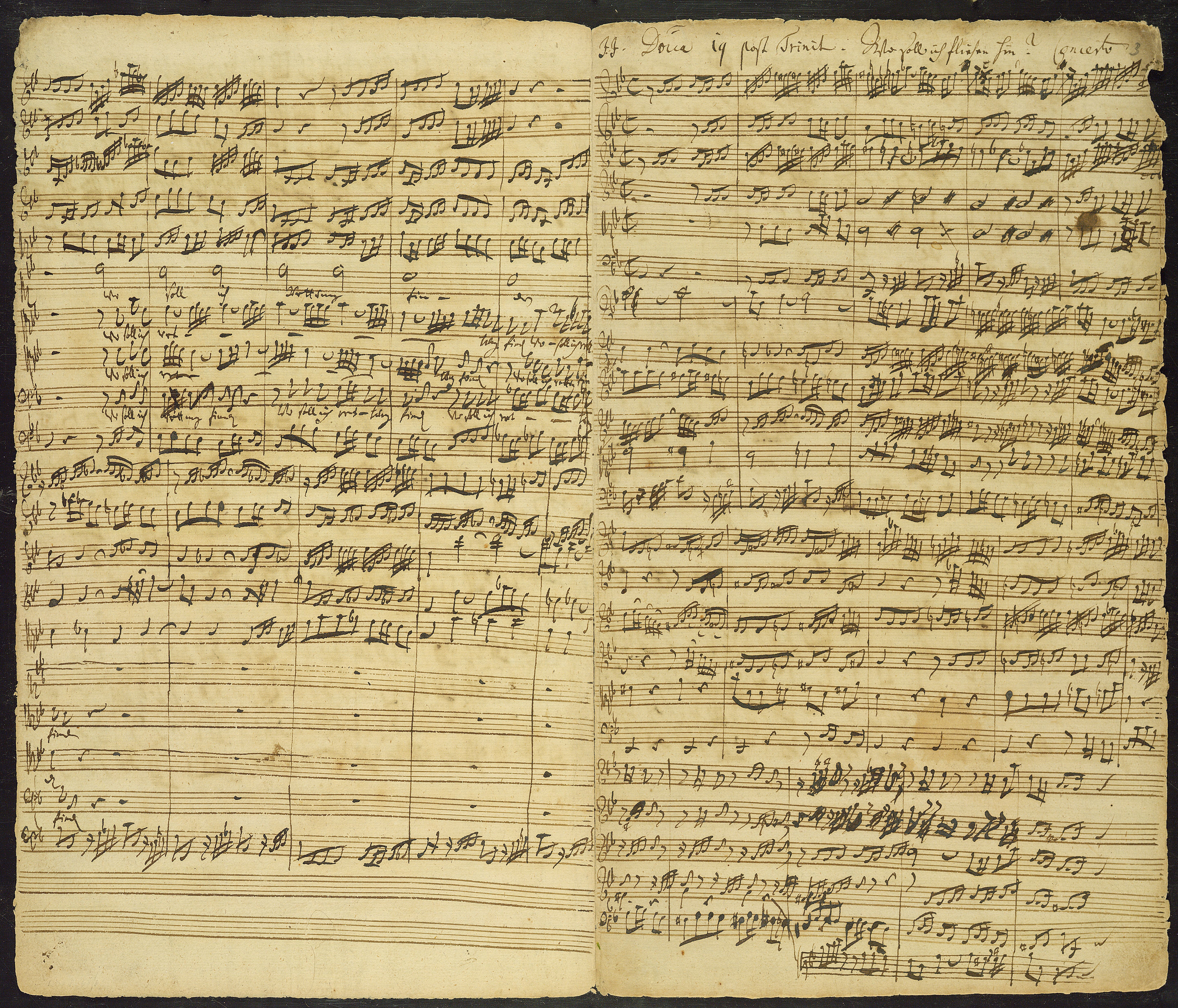
Abertura do primeiro movimento do manuscrito autografado de Bach para a sua cantata Wo soll ich fliehen hin (BWV 5)

A parte principal da coleção consiste em 131 manuscritos autografados por compositores famosos; a maior parte, mas não todos, são partituras.
Um item a destacar é da autoria de Mozart: "Verzeichnüß aller meiner Werke" (MS 63), o seu próprio catálogo temático de obras de 1784 a 1791. Há um número grande de manuscritos de Mozart e de Johann Sebastian Bach, Joseph Haydn, George Frideric Handel, e Johannes Brahms. Uma peça invulgar é um dueto para piano de Friedrich Nietzsche (MS 71).

## Outros itens autografados
Os 69 manuscritos literários ou históricos na coleção datam de 1542 a 1940, e incluem autores como Martin Luther (MS 200), Jules Verne (MS 197), John Locke (MS 168), Johann Wolfgang Goethe (MS 152-155), Adolf Hitler (MS 158), Sigmund Freud (MS150) e Henrik Ibsen (MS 162).
Zweig 206 foi guardado separadamente, em 1989, e é um manuscrito de uma biografia de Luca Signorelli por Giorgio Vasari, copiado de Le vite de' più eccellenti pittori, scultori e architettori.

## Outro material
Os restantes cinco itens na coleção incluem edições de Rimbaud, Cervantes, e uma edição impressa em dois volumes da música vocal de Schubert.